# Dolores Arturo Contreras Gómez
Dolores Arturo Contreras Gómez (1960) es un doctor y químico biólogo nacido en el Estado de Guerrero. Trabajó como rector de la UAG desde el 6 de abril de 2006 al 5 de abril de 2010.

## Estudios
En su infancia cursa estudios primarios en Primer Congreso de Anahuac, en Acapulco, de 1966 a 1972. De 1972 a 1975 estudia en la Escuela Secundaria Dr. Raymundo Abarca Alarcon y la preparatoria la estudia en la Escuela Preparatoria No.1 de la Universidad Autónoma de Guerrero.
Estudia la licenciatura en la Facultad de Ciencia Químico-Biológicas de la Universidad Autónoma de Guerrero de 1980 a 1985, donde se convierte en químico biólogo parasitólogo, además estudia otra licenciatura en la Escuela Normal Superior de la Universidad Autónoma de Guerrero, de 1979 a 1986 para obtener el grado de profesor en Biología. De 1990 a 1993 estudia un postgrado en el Colegio de Ciencias y Humanidades, Unidad Académica de los Ciclos Profesional y de Posgrado, Instituto de Investigaciones Biomédicas de la Universidad Nacional Autónoma de México con Mención Honorífica, donde obtuvo el grado de Maestría en Ciencias Fisiológicas y Doctorado en Ciencias Fisiológicas.